# إدوارد دبليو. دون جونيور
إدوارد دبليو. دون جونيور (بالإنجليزية: Edward W. Donn, Jr.)‏ هو مهندس معماري أمريكي، ولد في 1868، وتوفي في 1953.